# 東浦正周
東浦 正周（ひがしうら まさちか、1976年4月25日 - ）は、東京都出身のオートバイ・ロードレースライダー。

## 略歴
- 1998年、筑波選手権でデビュー。
- 1999年、筑波選手権GP250クラスチャンピオン、関東選手権GP250クラスチャンピオンのWタイトル獲得。
- 2000年、チャレンジカップGP250クラスチャンピオン獲得、

全日本ロードレース選手権GP250クラス参戦
- 2001年、全日本ロードレース選手権GP250クラス参戦、ランキング30位。
- 2002年、全日本ロードレース選手権GP250クラス参戦、ランキング22位。
- 2003年、全日本ロードレース選手権GP250クラス参戦、ランキング12位。
- 2004年、全日本ロードレース選手権GP250クラス参戦、ランキング10位。
- 2005年よりST600クラスに転向
- 2007年、全日本ロードレース選手権ST600クラス参戦、Rd1ツインリンクもてぎ大会、予選でポールポジションを獲得、決勝5位